# Yass
Yass är en ort i Australien. Den ligger i kommunen Yass Valley och delstaten New South Wales, i den sydöstra delen av landet, omkring 240 kilometer sydväst om delstatshuvudstaden Sydney. Antalet invånare är 5 591.
Runt Yass är det mycket glesbefolkat, med 3 invånare per kvadratkilometer.. Yass är det största samhället i trakten.
Trakten runt Yass består till största delen av jordbruksmark. Genomsnittlig årsnederbörd är 921 millimeter. Den regnigaste månaden är februari, med i genomsnitt 170 mm nederbörd, och den torraste är oktober, med 41 mm nederbörd.